# Кузнецов, Иван Петрович (военный деятель)
Ива́н Петро́вич Кузнецо́в (29 июня 1899, Козьмодемьянск, Казанская губерния, Российская империя — 26 августа 1983, Йошкар-Ола, Марийская АССР, РСФСР, СССР) — советский военный деятель. В годы Великой Отечественной войны и советско-японской войны — старший оперуполномоченный Особого отдела НКВД 145 танковой бригады 31 армии; заместитель начальника контрразведки «Смерш» 144 стрелковой дивизии 5 армии (1941—1945), майор (1945). Подполковник (1952). Дважды кавалер ордена Красного Знамени и ордена Отечественной войны. Член ВКП(б) с 1925 года.

## Биография
Родился 29 июня 1899 года в г. Козьмодемьянске (ныне Марий Эл) в семье сторожа. Русский, после получения начального образования — переплётчик типографии Г. Зубкова. 
В сентябре 1918 года призван в РККА. С установлением в Козьмодемьянске Советской власти в 1918 году — начальник конно-летучего отряда уездного исполкома. В органах ВЧК и ОГПУ — с 1921 года.
В 1923 году окончил советскую партийную школу 1 ступени в Козьмодемьянске. В мае 1925 года вступил в ВКП(б), политработник; в 1926—1928 годах — военный комиссар Новоторъяльского района Марийской автономной области.
В дальнейшем — в органах государственной безопасности Горьковского края и Узбекской ССР. В 1936—1939  годах — в Намангане Ферганской области: начальник отделения НКВД, младший лейтенант государственной безопасности, с 1938 года — заместитель председателя городского совета, с 1939 года — директор винзавода.
В 1941 году вновь призван в РККА. Участник Великой Отечественной войны: с августа 1942 года — старший оперуполномоченный Особого отдела НКВД 145 танковой бригады 31 армии, с июня 1944 года — заместитель начальника контрразведки «Смерш» 144 стрелковой дивизии 5 армии. Прошёл боевой путь от младшего лейтенанта государственной безопасности  до майора (1945). Участник советско-японской войны. Трижды ранен. Награждён орденами Красного Знамени (дважды), Отечественной войны I и II степени, Красной Звезды и медалями, в том числе  медалью «За отвагу».
В 1946—1953 годах — в органах Министерства государственной безопасности Марийской АССР, в 1950—1951 годах — начальник Юринского районного отделения МГБ МАССР. Завершил службу в сентябре 1952 года подполковником.
С 1953 года — в г. Йошкар-Оле Марийской АССР: директор городского Дома культуры, Дома крестьянина.
Скончался 26 августа 1983 года в Йошкар-Оле Марийской АССР РСФСР.

## Военные награды
- Орден Красного Знамени (03.11.1944 — за выслугу лет; 27.09.1945)[3][4]
- Орден Отечественной войны I степени (22.09.1944)[3][4]
- Орден Отечественной войны II степени (26.04.1945)[3][4]
- Орден Красной Звезды — за выслугу лет[2]
- Медаль «За отвагу» (СССР) (21.08.1942)[3][4]
- Медаль «За победу над Германией в Великой Отечественной войне 1941—1945 гг.»[3][4]
- Медаль «За воинскую доблесть. В ознаменование 100-летия со дня рождения Владимира Ильича Ленина» (1970)